# Shenia Minevskaja
Shenia Minevskaja (hviderussisk: Яўгенія Мінеўская; født 31. Oktober 1992 i Minsk) er en tysk/hviderussisk håndboldspiller, som spiller for Brest Bretagne Handball og Tysklands kvindehåndboldlandshold.